# U-Bahn-Station Enkheim
Enkheim ist die oberirdische Endstation der U-Bahn-Strecke C in Frankfurt am Main und wird von den Linien U4 und U7 angefahren.
Die Station wurde am 30. Mai 1992 eröffnet und löste die bis dahin verkehrenden Straßenbahnlinien 18 und 23 ab, deren Trasse für den Betrieb der neuen U-Bahn-Linie umgebaut wurde.

## Lage

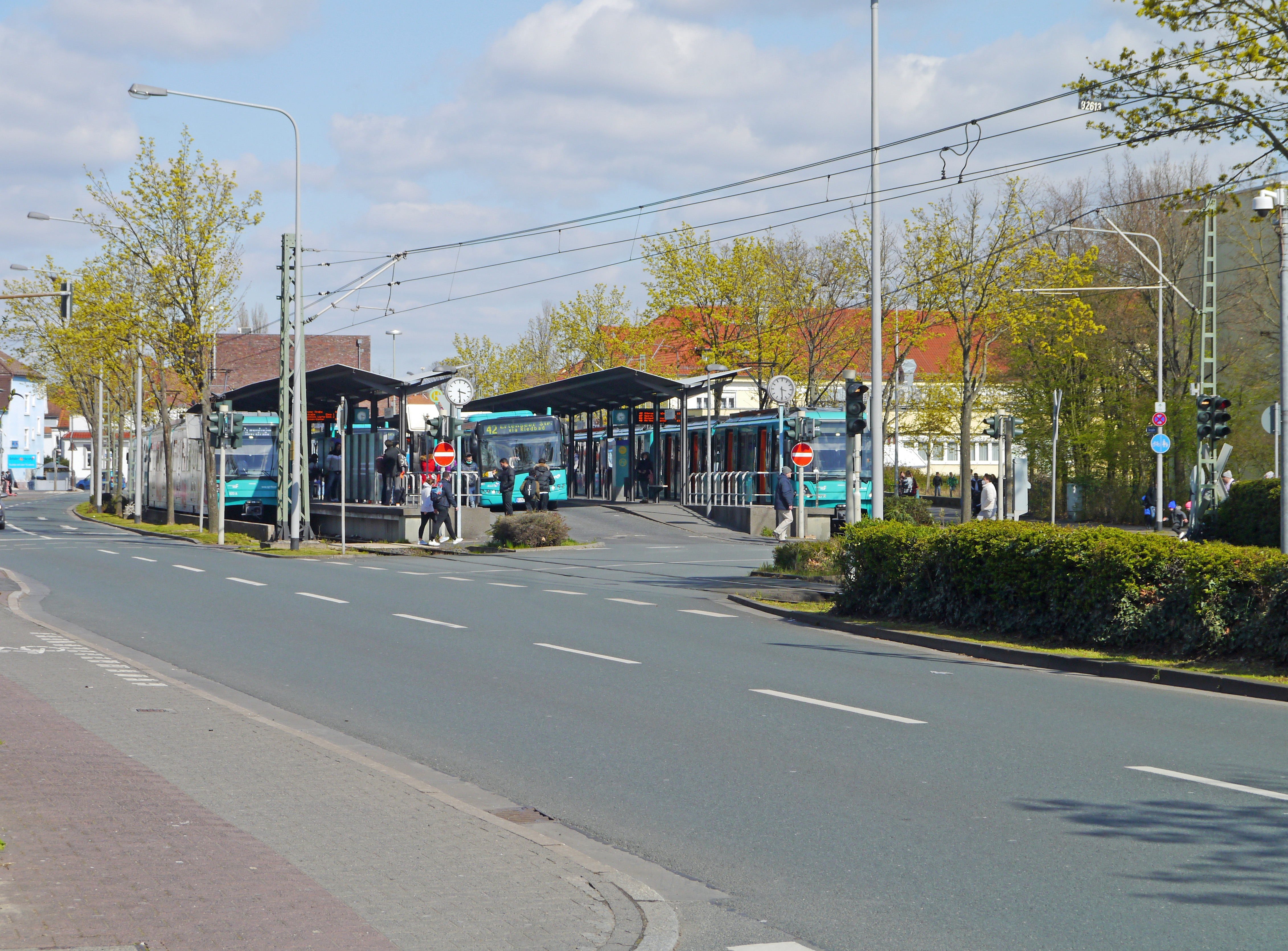
Blick auf Außen- und Kombibahnsteig mit Busabfertigung

Die U-Bahn-Station Enkheim liegt im Frankfurter Stadtteil Bergen-Enkheim am Ende der Borsigallee, die dort am Volkshaus Enkheim auf die Vilbeler Landstraße trifft. Die Station besitzt zwei Außenbahnsteige, die beide als Kombibahnsteig zusätzlich die mittig in der Station verkehrenden lokalen und regionalen Buslinien abfertigen.
Auf der C-Strecke vom Hessen-Center aus kommend bildet sie die Endstation auf dem östlichen Ast der Linie U7 und ist damit auch der östlichste Punkt im gesamten Frankfurter U-Bahn-Netz.
Zum unterjährigen Fahrplanwechsel am 15. Juni 2008 wurde die Linie U4 zunächst probeweise vom U-Bahnhof Seckbacher Landstraße bis zur Station Schäfflestraße verlängert, seit dem 10. Dezember 2008 enden die Bahnen der U4 im 15- bis 20-Minuten-Takt ebenfalls in Enkheim und fahren von hier wieder zurück in Richtung Bockenheimer Warte.

## Betrieb
Die U-Bahn-Station Enkheim wird von den Linien U4 und U7 bedient.
| Linie | Verlauf | Takt |
| ----- | --- | --- |
| S4    | Bockenheimer Warte – Festhalle/Messe – Hauptbahnhof – Willy-Brandt-Platz – Dom/Römer – Konstablerwache – Merianplatz – Höhenstraße – Bornheim Mitte – Seckbacher Landstraße – Schäfflestraße – Gwinnerstraße – Kruppstraße – Hessen-Center – Enkheim | 7/8 min (Bock. Warte–Seckb. Landstr. werktags) 15 min (Seckb. Landstr.–Enkheim werktags) 10 min (Bock. Warte–Seckb. Landstr. so/feiertags) 20 min (Seckb. Landstr.–Enkheim so/feiertags) |
| S7    | Praunheim Heerstraße – Friedhof Westhausen – Stephan-Heise-Straße – Hausener Weg – Fischstein – Industriehof – Kirchplatz – Leipziger Straße – Bockenheimer Warte – Westend – Alte Oper – Hauptwache – Konstablerwache – Zoo – Habsburgerallee – Parlamentsplatz – Eissporthalle/Festplatz – Johanna-Tesch-Platz – Schäfflestraße – Gwinnerstraße – Kruppstraße – Hessen-Center – Enkheim | 10 min 7/8 min (HVZ) |

Der Busbahnhof der Station Enkheim wird von vielen Linien mit lokalen und regionalen Zielen angefahren und ist auch für diese in vielen Fällen Start- bzw. Endhaltestelle. So besteht Anschluss an die Frankfurter Buslinien 40 und 42, an die regionale Buslinie 551, an die RMV-Schnellbuslinien X57 und X95, an die Linien MKK-23 und MKK-25 der Stadtverkehr Maintal und an die Nachtbuslinien N7 und n61.